# Morpho epistrophus epistrophus
Morpho epistrophus epistrophus es la subespecie típica entre las que integran la especie M. epistrophus, un lepidóptero ditrisio nimfálido del género Morpho. Habita en regiones selváticas del centro-este de Sudamérica.

## Taxonomía y características
Esta subespecie fue descrita originalmente en el año 1796 por el entomólogo y naturalista danés Johan Christian Fabricius, bajo el nombre científico de Papilio epistrophus. La localidad tipo es: «Río de Janeiro, Brasil». 
Etimología
La etimología de la denominación genérica Morpho proviene del griego morfo, morfous, un sustantivo poético femenino que designaba antiguamente a Venus. Por esta razón, en se debe Esta es la razón del porqué en la nomenclatura de sus especies se utiliza el género femenino. El término específico epistrophus hace alusión a un personaje de la Ilíada.
Morpho epistrophus epistrophus mide 110 mm en el caso de las hembras, y 90 mm en el caso de los machos. Su coloración general es celeste claro a blanco, dorsalmente con marcas marginales irregulares de tonos parduscos, y ventralmente con una hilera media de ocelos en ambas alas de color amarillento, negro, y con centro celeste pálido, todos unidos por una banda pardusca. La hembra se diferencia en tener una tonalidad pardusca en el área inferior de las alas posteriores.

## Distribución geográfica
Morpho epistrophus epistrophus es endémica del Brasil; habita en los estados de: Río de Janeiro, Espírito Santo, Pernambuco, São Paulo y Mato Grosso.

## Costumbres
Morpho epistrophus epistrophus es una mariposa grande, llamativa, de vuelo poderoso, lento, ondulante, a baja o media altura, con habituales planeos y bruscos aleteos, generalmente recorriendo senderos en sectores umbríos y húmedos de las selvas donde habita. Se posa sobre frutos fermentados que caen al piso, o sobre excrementos. Al ser asustada se aleja de la amenaza hacia sectores densos volando rápida y erráticamente para desorientar a la fuente de peligro, aumentando la celada posándose de repente para quedar totalmente quieta y con las alas cerradas, confiando en su mimetismo alar ventral.

### Orugas y sus especies vegetales hospedadoras
La hembra coloca de manera dispersa, bajo las hojas de las plantas específicas, huevos que miden un tamaño de 2 mm de diámetro.
Las larvas u orugas de Morpho epistrophus catenaria se alimentan de las hojas de varias especies leñosas, en especial de los géneros Lonchocarpus, Inga, Sebastiania, Erythroxylum, y Cupania.